# Hoi lai pad nam phrik phao
Le Hoi lai pad nam phrik phao (in thailandese หอยลายผัดน้ำพริกเผา – letteralmente vongole fritte al salto con salsa di peperoncino cotto) è uno tra i migliori piatti della cucina thailandese e si prepara con vongole del Pacifico fritte al salto e salsa di peperoncino, con l'aggiunta finale di basilico thai. Si cucinano velocemente e vengono servite con riso al vapore.

## Ingredienti
- Vongole paratapes undulatus (in thailandese หอยลาย, hoi lai),[2][3][4]
- Basilico thai.
- Peperoncino rosso non troppo piccante.
- Aglio.
- Nam phrik phao (น้ำพริกเผา), tradizionale salsa thailandese che si trova in commercio, è a base di peperoncini piccanti secchi e cotti, con l'aggiunta di cipolla, aglio, pasta di gamberetti, salsa di pesce, zucchero di palma, pasta di tamarindo, olio vegetale e acqua. Se si prepara la salsa in casa, si può scegliere se friggere questi ingredienti o arrostirli in padella senza olio.[5]
- Zucchero.
- Salsa di pesce[2] o, in alternativa, salsa di ostriche e salsa di soia leggera.[4]

## Preparazione e cottura
Assicurarsi che le vongole siano fresche e scartare quelle troppo aperte. Vanno lasciate in ammollo in acqua salata per tre ore e quindi risciacquate per eliminare la sabbia al loro interno. Rimuovere inoltre eventuali impurità all'esterno della conchiglia. Le vongole possono rovinare una padella antiaderente, si consiglia quindi l'uso di padelle resistenti come i wok in acciaio.
Fare scaldare la padella a fuoco alto, aggiungere l'olio e quando inizia a crepitare si mette a friggere l'aglio per poco tempo. Prima che rosoli si aggiungono le vongole, che vanno fatte saltare spesso fino a quando si aprono, di solito dai 2 ai 4 minuti. Aggiungere quindi lo zucchero e la salse di phrik phao, di soia e di ostriche. Mescolare e far sciogliere lo zucchero in modo che la densa salsa risultante rivesta bene le vongole. Mettere 1 o 2 cucchiai di acqua, rimestare e quando la salsa bolle nuovamente aggiungere i peperoncini rossi tagliati a fette oblique. Continuando a mescolare, dopo un minuto spegnere la fiamma e aggiungere il basilico. Mescolare ancora per un po' e servire con riso al vapore.
Secondo un'altra ricetta, i peperoncini vanno messi assieme all'aglio pestato quando frigge l'olio. La salsa di phrik phao va prima mescolata con salsa di pesce, zucchero e acqua e va aggiunta mezzo minuto dopo le vongole. La padella va quindi coperta per far aprire le vongole e da ultimo si aggiungono le foglie di basilico. La ricetta pubblicata sul sito dell'emittente australiana SBS prevede invece che le vongole possano essere sostituite con altri frutti di mare, nonché l'aggiunta di crema di cocco e spezie come citronella, galanga, foglie di combava e tamarindo da affiancare al basilico thai e alla salsa di phrik phao.